# Théorie cognitive

Fondée par Kurt Lewin, la théorie cognitive consiste à montrer que la perception qu'ont les individus sur les évènements constitue ce qui pèse le plus sur leurs comportements, démontrant ainsi que les constructions mentales influent sur les conduites des individus.